# Sébastien Puygrenier
Sébastien Nicolas Puygrenier (Limoges, 28 januari 1982) is een Frans voormalig voetballer die speelde als centrale verdediger.

## Jeugd
Puygrenier werd geboren in het ziekenhuis van Limoges en groeide op in Oradour-sur-Glane. Hij speelde bij het plaatselijke US Oradour-sur-Glane alvorens hij vertrok naar de jeugdopleiding  van Stade Rennes.

## Clubcarrière
Puygrenier maakte zijn Ligue 1- debuut voor Stade Rennes in 2003 in de met 4-1 verloren wedstrijd tegen tegen  Olympique Lyonnais. De rest van het seizoen 2003/04 werd hij verhuurd aan AS Nancy, dat op dat moment in de Ligue 2 speelde.
In 2005 nam Nancy, dat met een kampioenschap en Puygrenier in de gelederen promotie, naar de Ligue 1 had bewerkstelligd, hem definitief over. In 2006 won hij met Nancy de Coupe de la Ligue door in de finale, waarin hij overigens rood (2 keer geel) kreeg, OGC Nice met 2-1 te verslaan. Daarnaast scoorde hij onder andere in een met 3-0 gewonnen UEFA-Cup duel tegen Feyenoord in 2006, een duel dat werd ontsierd door rellen. Hij presteerde goed bij Nancy en werd door de fans gekozen tot speler van het seizoen 2006/07 en 2007/08 en stond in het elftal van het jaar van de Ligue 1 in het seizoen 2007/08.
Zijn prestaties bleven niet onopgemerkt en in 2008 tekende hij een vierjarig contract bij het Zenit Sint-Petersburg van trainer Dick Advocaat, alhoewel hij vlak daarvoor heel dicht bij een overgang naar Saint-Étienne was. Bij Zenit won hij de UEFA Super Cup door Manchester United met 2-1 te verslaan, maar het lukte hem niet om een basisplaats af te dwingen en werd daarom verhuurd aan achtereenvolgens Bolton Wanderers en AS Monaco. Bij Bolton scoorde hij de 4000e goal voor Bolton op het hoogste niveau.
In het seizoen 2012/13 keerde Puygrenier terug bij Nancy.
Na een Turks avontuur bij Karabükspor en twee seizoenen bij AJ Auxerre, sloot hij zijn carrière af bij US Créteil in 2018.

## Erelijst
AS Nancy
- Ligue 2: 2005
- Coupe de la Ligue: 2005/06

 Zenit Sint-Petersburg
- UEFA Super Cup: 2008

Individueel
- Deel van Elftal van het Seizoen Ligue 1 seizoen 2007/08.